# Dietrich Schwanitz
Dietrich Schwanitz (Werne, Alemania 23 de abril de 1940 - Hartheim, Alemania, 17 de diciembre de 2004) fue un escritor alemán.

## Biografía
Nacido en una población de la cuenca del Ruhr, vivió en Suiza por algunos años luego de ser enviado allá por su madre para salvaguardarlo de los rigores de la guerra. Estudió Filología Inglesa en Münster (Alemania), Londres, Filadelfia (EE. UU.) y Friburgo de Brisgovia.
De 1978 a 1997 ejerció como catedrático de literatura en la Universidad de Hamburgo. De su experiencia como docente surgieron Der Campus (1995) y Bildung. Alles, was man wissen muß [Formación, todo lo que uno debe de saber] (1999), dos libros en los que vapulea al sistema educativo y, especialmente, el ámbito universitario, que calificó de "productor de incapacidades".
Sobre la época en que impartió clases de literatura, él mismo relató que descubrió que sus alumnos no tenían una base común de conocimiento. Así surgió Bildung, una recopilación de lo impresicindible, una guía de conocimiento, editada en español bajo el título La cultura. Todo lo que hay que saber.
Schwanitz es autor de la novela El Campus, 1995, en el que se relatan intrigas políticas y la instrumentalización del reproche de la carga sexual como ejemplo de una trama de la novela ocurrida en la Universidad de Hamburgo (con fácilmente reconocibles similitudes con personajes reales). El libro se situó en la cima de los superventas, en especial, después de que el director Sönke Wortmann con Heiner Lauterbach y Sandra Speichert lo llevara al cine en febrero de 1998. A esta le siguió una novela negra en clave de humor llamada Der Zirkel (El círculo, 1999), y Schwanitz se convirtió en un rostro habitual en las tertulias televisivas, desde las que arremetía contra todo tipo de temas.
Sus apreciaciones le valieron las críticas de sus colegas de profesión, que le consideraban un simple provocador movido por el afán de notoriedad, así como las iras de las feministas, que consideraban sus libros sexistas.
Se jubiló prematuramente en 1997, gravemente enfermo, ya que padecía de una enfermedad incurable en el sistema motor que le producía una hiperactividad incontrolable. Se retiró a su casa de la Selva Negra, donde vivía solo, recibiendo esporádicas visitas de su esposa, residente en Hamburgo. Fue encontrado muerto el 17 de diciembre de 2004.

## Obra
- La historia cultural inglesa, 1995
- El Campus (Der Campus), 1996 (novela)
- El Síndrome Shylock, 1997
- El círculo (Der Zirkel), 1998 (novela)
- La cultura. Todo lo que hay que saber (Bildung), 1999

## Publicaciones
- La cultura: todo lo que hay que saber Taurus Ediciones, 2003. (ISBN 84-306-0477-4)
- Preguntas y respuestas del nuevo juego de la cultura Taurus Ediciones, 2004. (ISBN 84-306-0548-7)